# Мері Енн Таускі
Мері Енн Таускі (англ. Mary Anne Tauskey, 3 грудня 1955) — американська вершниця.
Олімпійська чемпіонка 1976 року в командному триборстві.